# さよならの空はあの青い花の輝きとよく似ていた
『さよならの空はあの青い花の輝きとよく似ていた』（さよならのそらはあのあおいはなのかがやきとよくにていた）は日本のバンド三月のパンタシアのボーカル、みあが書いた小説。
この小説の作家である「みあ」はバンドでボーカル活動をしながら自分のノートに小説を投稿している。

## あらすじ
海辺で歌を歌うのが趣味だった主人公水原心音はいつも通り母の遺品であるギターを持って歌っていた。だが、突然現れた男の子瀬戸千景によって彼女は引っ張られて疑問の家に辿る。家の中には同じ学校の学生村瀬うみ、高橋玄弥があった。千景は慌てている心音に俺たちは夏の潮野祭り(しおのまつり)への参加が決まっていてボーカル担当のメンバーを探していたと言った。後に時刻した1年後輩坂口唯も合流して完全体のバンドになったついでに練習することにした。あがり症を患っていた心音は拒否したが、何故か声がよく出た。
翌日、学校でバンドメンバー達に出会った。ここにバンドの名前がayame(菖蒲)であることを知る。
後にあがり症のためバンド生活を諦めることにしたがその度、千景は心音の慰めてバンド生活を続けることにした。千景は心音の物語を歌詞に表現するために心音に作詞を頼む。
数週後、作詞作曲が終わった完成曲を音合わせにみんなが熱心に練習を飾る。成功的に終わった音合わせに全員が疲れて休んでいたがもう迫った潮野祭りを期待した。千景が心臓病を告白するまでは。相まって、彼の手術日は潮野祭りの当日だった。
バンドメンバー達(千景含み)は空席になったギター役割を心音の父に代わった。ついに当日、メンバー達は千景の病室まで公演の熱気が届くように、壇上に立つ。
千景の手術は成功的、唯を除くメンバーたちは高校を卒業し、一生忘れないように高校最後の音合わせをした。